# 后周庆陵
庆陵，是五代十国后周第二代皇帝世宗柴荣之墓。
位于中华人民共和国河南省新郑市北约十八公里郭店北约半公里的陵上村西，为封土陵冢。冢高约20米，周长约105米。明朝初年对庆陵进行大规模的修建，陵园平面正方形，边长约200米，面积约4公顷，四周砖墙高约2米，陵园南大门高约4米，宽约3米，其左右各有一小门。神道宽3米，长80米，为铺砖甬道。祭坛砖砌，呈方形，高约1米，附近有石碑44座，碑文均为赞颂周世宗功业之词。四周有古柏环绕。